# Molécule de van der Waals
Pour les articles homonymes, voir Van der Waals.

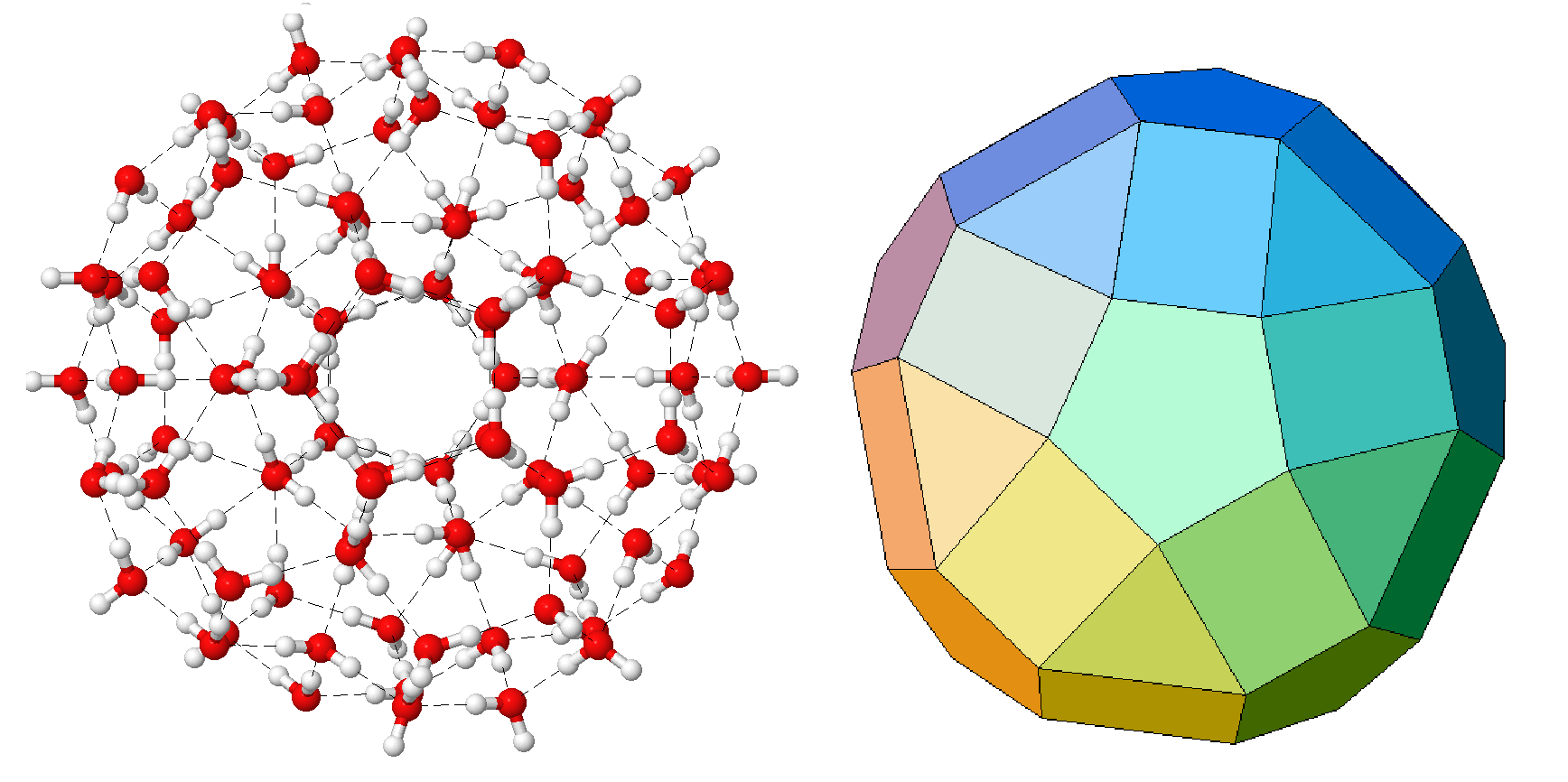
Structure calculée d'un amas d'eau icosaédrique (H _{2} O) _{100}.

Une molécule de Van der Waals (vdW) est un complexe faiblement lié d'atomes ou de molécules maintenus ensemble par des attractions intermoléculaires telles que les forces de Van der Waals ou par des liaisons hydrogène. Le nom est apparu au début des années 1970 lorsque des amas moléculaires stables étaient régulièrement observés en spectroscopie micro-ondes à faisceau moléculaire .

## Exemples
Des exemples de molécules de vdW bien étudiées sont Ar2, H2-Ar, H2O-Ar, benzène-Ar, (H2O)2 et (HF)2. D'autres incluent la plus grande molécule diatomique: He2 et LiHe,.

## Spectroscopie à faisceau supersonique
Dans les faisceaux moléculaires (supersoniques), les températures sont très basses (généralement inférieures à 5 K). À ces basses températures, les molécules de vdW sont stables et peuvent être étudiées par micro-ondes, spectroscopie infrarouge lointain et autres modes de spectroscopie. Des molécules de vdW se forment également dans les gaz d'équilibre froid, bien qu'en petites concentrations dépendantes de la température. Des transitions rotationnelles et vibrationnelles dans les molécules vdW ont été observées dans les gaz, principalement par spectroscopie UV et IR.
Les molécules de vdW sont généralement très peu rigides et les différentes versions sont séparées par des barrières à faible énergie, de sorte que les fissures par effet tunnel, observables dans les spectres infrarouges lointains, sont relativement importantes. Ainsi, dans l'infrarouge lointain, on peut observer des vibrations intermoléculaires, des rotations et des mouvements tunnel des molécules de vdW. L'étude spectroscopique des molécules de vdW par la VRT est l'une des voies les plus directes pour comprendre les forces intermoléculaires.

## Voir également
- Rayon de Van der Waals
- Souche de Van der Waals
- Surface de Van der Waals
- Category: Van der Waals molecules articles sur des produits chimiques spécifiques
- Chercheurs actifs dans ce domaine:
  - Donald Levy
  - Richard J. Saykally
  - Richard Smalley
  - William Klemperer

## Les références
1. ↑  Blaney et Ewing, « Van Der Waals Molecules », Annual Review of Physical Chemistry, vol. 27, no 1,‎ 1976, p. 553–584 (ISSN 0066-426X, DOI 10.1146/annurev.pc.27.100176.003005, Bibcode 1976ARPC...27..553B)
2. ↑  Friedrich, « A Fragile Union Between Li and He Atoms », Physics, vol. 6,‎ 8 avril 2013, p. 42 (DOI 10.1103/Physics.6.42, Bibcode 2013PhyOJ...6...42F, lire en ligne )
3. ↑  Joshua Jortner, Advances in Chemical Physics, Photoselective Chemistry, John Wiley & Sons, 8 septembre 2009, 323– (ISBN 978-0-470-14313-1), « Van der Waals Molecules (Donald Levy) »
4. ↑  Smalley, Wharton et Levy, « Molecular optical spectroscopy with supersonic beams and jets », Accounts of Chemical Research, vol. 10, no 4,‎ 1977, p. 139–145 (ISSN 0001-4842, DOI 10.1021/ar50112a006, Bibcode 1977mosw.book.....S, lire en ligne)
5. ↑  Hutson, « Intermolecular Forces from the Spectroscopy of Van Der Waals Molecules », Annual Review of Physical Chemistry, vol. 41, no 1,‎ 1990, p. 123–154 (ISSN 0066-426X, DOI 10.1146/annurev.pc.41.100190.001011, Bibcode 1990ARPC...41..123H)
6. ↑  Miller, « Infrared laser photodissociation and spectroscopy of van der Waals molecules », The Journal of Physical Chemistry, vol. 90, no 15,‎ 1986, p. 3301–3313 (ISSN 0022-3654, DOI 10.1021/j100406a003)